# Loop Live
Loop Live è un album dal vivo dei 24 Grana, del 1998, registrato al Teatro Nuovo di Napoli.

## Tracce
1. Loop
2. Introdub
3. Perso Into 'O Cavero
4. Scugnizzi
5. 1799
6. Treno
7. Vesuvio
8. Lu Cardillo
9. Regina
10. Frate e sore
11. Pixel
12. Patrie galere
13. Traveller Maicasajusta